# Nova Mîronivka, Mîronivka
Nova Mîronivka (în ucraineană Нова Миронівка) este un sat în comuna Țentralne din raionul Mîronivka, regiunea Kiev, Ucraina.

## Demografie
Componența lingvistică a localității Nova Mîronivka
     Ucraineană (97,62%)
     Rusă (2,38%)
Conform recensământului din 2001, majoritatea populației localității Nova Mîronivka era vorbitoare de ucraineană (97,62%), existând în minoritate și vorbitori de rusă (2,38%).